# Etowah, North Carolina
Etowah är en så kallad census-designated place i Henderson County i North Carolina. Vid 2020 års folkräkning hade Etowah 7 642 invånare.